# Borchard Plotze
Borchard Plotze, auch Plocze (* in Stralsund; † 1452 in Rostock) war ein deutscher römisch-katholischer Theologe, Hochschullehrer und Rektor der Universität Rostock.  

## Leben
Plotze stammte aus einem Stralsunder Ratsgeschlecht. 1406 wurde er an der Universität Prag Baccalaureus in arte et in jure. Bei der Auswanderung der Universität Prag zog er mit nach Leipzig und wurde hier Magister. 1420 kam er nach Rostock und wurde vom ersten Dekan Hermann von Hamme in die Artistenfakultät aufgenommen. Im Sommer 1421 war er schon Dekan und 1422 Rektor der Universität. Hier wurde er auch Magister in jure canonico. 
Als die Universität Rostock auf Befehl des Konzil von Basel im März 1437 nach Greifswald auswanderte, war Plotze unter den fortziehenden Gelehrten. In Greifswald wurde er zum Doktor der Theologie promoviert. 1443 kehrte er mit der Universität nach Rostock zurück, wo er 1451 zum zweiten Male Rektor wurde. Neben seiner Rostocker Professur war er Lektor am Hamburger Mariendom als Nachfolger von Johannes Holt, der ebenfalls Rostocker Professor war. Als er 1452 starb, hinterließ er der Lekturbibliothek eine Anthologie Manipula Florum und zwei Manuskripte von Heinrich Tocke (Deus primus meorum et dominus me und Sicud(!) Deus patrem meorum), mit dem er befreundet gewesen zu sein scheint.